# 富山ドリームス
 富山ドリームス（とやまドリームス、英: TOYAMA DREAMS）は、富山県を拠点とする男子ハンドボールチーム。日本ハンドボールリーグ所属。2023-24年シーズンよりリーグ戦に参入した。2022年（令和4年）3月31日創設。

## 歴史
富山県のハンドボールチームは、小中高の男女ともに全国トップクラスの実力があり、高校男子では、2018年（平成30年）に高校三冠を達成した氷見高校や、高岡向陵高校などの強豪校がある。しかし社会人チームは女子の実業団チームであるプレステージ・インターナショナル アランマーレ（アランマーレ富山）のみで、男子は男子社会人チームとして古くは、日本ハンドボールリーグの下部リーグであるチャレンジ・ディビジョンにTOYAMA選抜として参戦したことはあるが、トップリーグでの男子社会人チームは存在しなかった。
そのため、実力のある地元有力男子選手たちが県内でも活躍の場が持てるよう、2019年（令和元年）11月に、氷見市と高岡市のハンドボール協会の有志が、将来日本ハンドボールリーグ参入も視野に入れた県内拠点のクラブチーム設立を目指すこととなった。
その後富山市のハンドボール協会の有志も加わり、2020年（令和2年）7月1日に運営法人である一般社団法人「富山ドリームス」を設立、2022年（令和4年）には新チームを立ち上げた。チームは2023年に日本ハンドボールリーグの参入を目指し、日本ハンドボールリーグが2024年2月開幕を予定している、ハンドボールプロリーグへの参入も目指すこととなった。
チームエンブレムは足が3対ある百足獅子に百合の花。百足獅子は氷見獅子舞のオマージュ。富山県は全国有数の獅子舞の数を誇り、特に氷見市は古くから加賀獅子の伝承の基礎となったと言われている。富山ドリームスの誕生からエンブレムやクラブロゴ、マスコットキャラクターしっしーなどクラブのクリエイティブデザインは高岡市の製作会社、大仏兄弟の金森正晃氏が担当している。ハンドボール日本代表の安平光佑らが参加したTOYAMA HANDBALLERS DAY2019から銀河をモチーフにしたユニフォームデザインも同氏が考案しており、銀河のコンセプトは現在もまだ続いている。
2022年3月31日、氷見市ふれあいスポーツセンターにて、これまで契約した選手12人と関係者が参加しトップチームを正式に発足、始動させ練習も開始した。選手たちは富山県内の各企業に所属しながら活動してゆく。また新たなチーム名は今後決定すると発表したが、2023-24年のリーグ戦参入後もチーム名の変更は行われていない。
2022年10月19日には、日本ハンドボールリーグへの加盟が認められ、2023-24年シーズンよりリーグ戦に参入することとなった。また、翌10月21日には条件付きではあるが、新プロリーグ（新リーグ）の参入が内定した。
同年10月23日、チーム初の公式戦となる第74回日本ハンドボール選手権大会北信越ブロック大会に出場し優勝。選手権大会本選への出場権を獲得した。選手権大会本選では北陸電力ブルーサンダーと対戦し初戦敗退した。
2023年4月2日、新たに12人の新入団選手が発表された。
2023年11月11日、氷見市ふれあいスポーツセンターにて行われた対ゴールデンウルヴス福岡戦にて、日本リーグ初勝利を飾る。

## 選手・スタッフ

### 現役選手
|                                                                             | #  | 国           | Pos.  | 選手名             | 年齢 | 出身校       | 備考                  |
|                                                                             | 5  | 日本の旗     | LW    | 北林誠生           | 25歳 | 福岡大学     |                       |
|                                                                             | 12 | 日本の旗     | GK/LW | 小野寺遥輝         | 25歳 | 大同大学     |                       |
|                                                                             | 14 | 日本の旗     | PV/LB | 堀部竜矢           | 25歳 | 日本体育大学 |                       |
|                                                                             | 15 | 日本の旗     | RW    | 松嶋徹             | 25歳 | 大同大学     |                       |
|                                                                             | 18 | 日本の旗     | LB    | 青沼健太 ()        | 25歳 | 早稲田大学   |                       |
|                                                                             | 19 | 日本の旗     | RW    | 池間飛勇           | 24歳 | 中央大学     |                       |
|                                                                             | 20 | 日本の旗     | CB    | 小嶋大誠           | 24歳 | 朝日大学     |                       |
| ○                                                                           | 21 | 日本の旗     | LB    | 大久保光将         | 22歳 | 立教大学     | 2025年加入 (2024年度) |
|                                                                             | 23 | 日本の旗     | CB    | 宮城大樹           | 28歳 | 東海大学     |                       |
|                                                                             | 24 | 日本の旗     | GK    | 髙木アレキサンダー | 25歳 | 法政大学     |                       |
|                                                                             | 25 | 日本の旗     | PV    | 仲舟井裕貴         | 24歳 | 立教大学     |                       |
| ○                                                                           | 26 | 日本の旗     | CB    | 小野竜慎           | 22歳 | 日本大学     | 2025年加入 (2024年度) |
|                                                                             | 27 | 日本の旗     | LW    | 土佐竜眞           | 24歳 | 大阪体育大学 |                       |
|                                                                             | 28 | 日本の旗     | PV    | 渋谷優斗           | 24歳 | 札幌大学     |                       |
|                                                                             | 30 | 大韓民国の旗 | PV    | 崔遠埈             | 24歳 | 富士大学     |                       |
|                                                                             | 31 | 日本の旗     | PV    | 村本龍斗           | 24歳 | 環太平洋大学 |                       |
|                                                                             | 32 | 日本の旗     | LB    | 坂田温哉           | 23歳 | 東海大学     |                       |
| ○                                                                           | 33 | 日本の旗     | RB/RW | 井上明             | 22歳 | 明星大学     | 2025年加入 (2024年度) |
| ○                                                                           | 35 | 日本の旗     | LW    | 高村優翔 ()        | 24歳 | 順天堂大学   | 2025年加入 (2024年度) |
| □                                                                           | 38 | 日本の旗     | LB/CB | 扇谷蓮             | 22歳 | 中央大学     | 2025年加入 (2024年度) |
|                                                                             | 45 | 日本の旗     | GK    | 衣笠友貴           | 31歳 | 関西大学     |                       |
|                                                                             | 46 | 日本の旗     | RW    | 庄司清志           | 30歳 | 大阪経済大学 |                       |
|                                                                             | 52 | 日本の旗     | RW    | 高尾将吾           | 24歳 | 大阪体育大学 |                       |
| 2025年8月18日更新 / ○は新人、☆は内定選手、△は移籍、□は復帰、はリーグH登録外 |    |              |       |                    |      |              |                       |

| 入退団 (2024-25 ⇒ 2025-26) | 入退団 (2024-25 ⇒ 2025-26) | 入退団 (2024-25 ⇒ 2025-26) | 入退団 (2024-25 ⇒ 2025-26) | 入退団 (2024-25 ⇒ 2025-26) | 入退団 (2024-25 ⇒ 2025-26) | 入退団 (2024-25 ⇒ 2025-26)               |
| -------------------------- | -------------------------- | -------------------------- | -------------------------- | -------------------------- | -------------------------- | ---------------------------------------- |
| #                          | 国                         | Pos.                       | 選手名                     | 年齢                       | 前所属 / 去就              | 備考                                     |
| 入団                       |                            |                            |                            |                            |                            |                                          |
| 21                         | 日本の旗                   | LB                         | 大久保光将                 | 23歳                       | 立教大学                   | 2025年度内定選手                         |
| 26                         | 日本の旗                   | CB                         | 小野竜慎                   | 23歳                       | 日本大学                   | 2025年度内定選手                         |
| 33                         | 日本の旗                   | RB/RW                      | 井上明                     | 23歳                       | 明星大学                   | 2025年度内定選手                         |
| 35                         | 日本の旗                   | LW                         | 高村優翔                   | 24歳                       | 順天堂大学                 | 2025年度内定選手                         |
| 38                         | 日本の旗                   | LB/CB                      | 扇谷蓮                     | 23歳                       | 中央大学                   | 2025年度内定選手 / 2023-24年は富山に在籍 |
| 退団                       |                            |                            |                            |                            |                            |                                          |
| 2                          | 日本の旗                   | CB/LB                      | ボンゴーランシェーン海楼   | 24歳                       |                            |                                          |
| 4                          | 日本の旗                   | LB                         | 露木涼                     | 24歳                       | ブレイヴキングス刈谷       | 期限付き移籍期間満了                     |
| 7                          | 日本の旗                   | LW                         | 赤井翔馬                   | 25歳                       |                            |                                          |
| 8                          | 日本の旗                   | CB                         | 青戸和樹                   | 25歳                       |                            |                                          |
| 9                          | 日本の旗                   | LW                         | 森康陽                     | 28歳                       | コーチ就任                 |                                          |
| 11                         | 日本の旗                   | CB                         | 前田理玖                   | 26歳                       | アルバモス大阪高石         |                                          |
| 13                         | 日本の旗                   | LW                         | 高木優太                   | 21歳                       |                            |                                          |
| 17                         | 日本の旗                   | LW                         | 佐野可維人                 | 25歳                       |                            |                                          |
| 22                         | 日本の旗                   | LB                         | 森永浩壽                   | 28歳                       |                            |                                          |
| 27                         | 日本の旗                   | LW                         | 土佐⻯眞                   | 23歳                       |                            |                                          |
| 77                         | 日本の旗                   | RW                         | 井手虎太郎                 | 23歳                       |                            |                                          |

### スタッフ
| 役職                 | 氏名     |
| 代表理事             | 徳前紀和 |
| 監督                 | 大房和雄 |
| コーチ               | 森康陽   |
| GKコーチ             | 横山翔太 |
| スクールスタッフ     | 上田智也 |
| アシスタントスタッフ | 佐藤玲菜 |
| アシスタントスタッフ | 新垣海斗 |
| 2025年8月18日更新    |          |

## 歴代監督
| 年              | 監督     |
| --------------- | -------- |
| 2022年 - 2025年 | 吉村晃   |
| 2025年 -        | 大房和雄 |

## マスコットキャラクター
- しっしー[12][13]
  - 獅子座流星群といっしょに地球に舞い降りた獅子座の妖精である。
  - いで立ちは獅子頭の様な真っ赤な顔に、体には獅子舞の幕のようなマントを羽織い、右手にはハンドボールを持っている。なお、富山県は全国でも獅子舞伝承数が屈指であり日本一多いとされる[14]。
  - ボールを彗星のスピードで投げることが出来る。彗星ジャパンにいつの日か選出されると思っている。
  - マスコットキャラクター設定製作は、高岡市の製作会社「大仏兄弟」が手掛けた。

## 成績
赤字は最下位。

### 日本ハンドボールリーグ
| 年      | レギュラーシーズン | レギュラーシーズン | レギュラーシーズン | レギュラーシーズン | レギュラーシーズン | レギュラーシーズン | レギュラーシーズン | プレーオフ | 順位 |
| 年      | 試                 | 勝                 | 分                 | 敗                 | 得点               | 失点               | 順位               | プレーオフ | 順位 |
| ------- | ------------------ | ------------------ | ------------------ | ------------------ | ------------------ | ------------------ | ------------------ | ---------- | ---- |
| 2023-24 | 24                 | 2                  | 1                  | 21                 | 520                | 805                | 12位               | -          | 12位 |
| 2024-25 | 26                 | 4                  | 1                  | 21                 | 647                | 857                | 13位               | -          | 13位 |

### 大会・選手権
| 年     | 日本選手権 | 社会人選手権 | 国民スポーツ大会 | 社会人チャレンジ |
| ------ | ---------- | ------------ | ---------------- | ---------------- |
| 2023年 | 1回戦敗退  | -            | -                | -                |
| 2024年 | 1回戦敗退  | -            | -                | 2回戦敗退        |
| 2025年 |            | -            |                  |                  |